# Kemar Reid
Pour les articles homonymes, voir Reid.
Kemar Reid, né le 15 août 1994 à Kingston est un footballeur international maltais qui joue au poste de milieu offensif au Floriana FC. Né en Jamaïque, il représente l'équipe nationale de Malte.

## Biographie

### En club
Reid a commencé sa carrière de joueur en Jamaïque avec la Sporting Central Academy en 2015, avant de signer à Malte avec le Mosta FC en 2016. Après une saison, il est transféré au St. Andrews où il a joué pendant 3 saisons. Le 23 juin 2020, il signe à Żejtun Corinthians pour une saison. Il a ensuite rejoint les Sirens FC le 10 août 2021. Le 19 janvier 2022, il signe au Floriana FC. Il a rempoter avec Floriana la Maltese FA Trophy.

### En sélection
Né à Kingston en Jamaïque, Reid a été naturalisé citoyen maltais le 27 octobre 2023 après avoir passé 7 ans dans le pays. Il a été appelé avec l'équipe nationale de Malte pour une série de matches de qualification pour l'UEFA Euro 2024 en novembre 2023. Il a fait ses débuts internationaux avec Malte lors d'une défaite 2-0 contre l'Angleterre le 17 novembre 2023.

## Palmarès
Floriane FC
- Maltese FA Trophy : 2021-22